# دينيس (لاعب كرة قدم)
دينيس، لاعب كرة قدم برازيلي سابق.
و قد لعب مع نادي الكويت في موسم 2003/2004، وقد كان هداف كأس الأمير 2003/2004 برصيد 5 أهداف.